# Barbara von Annenkoff

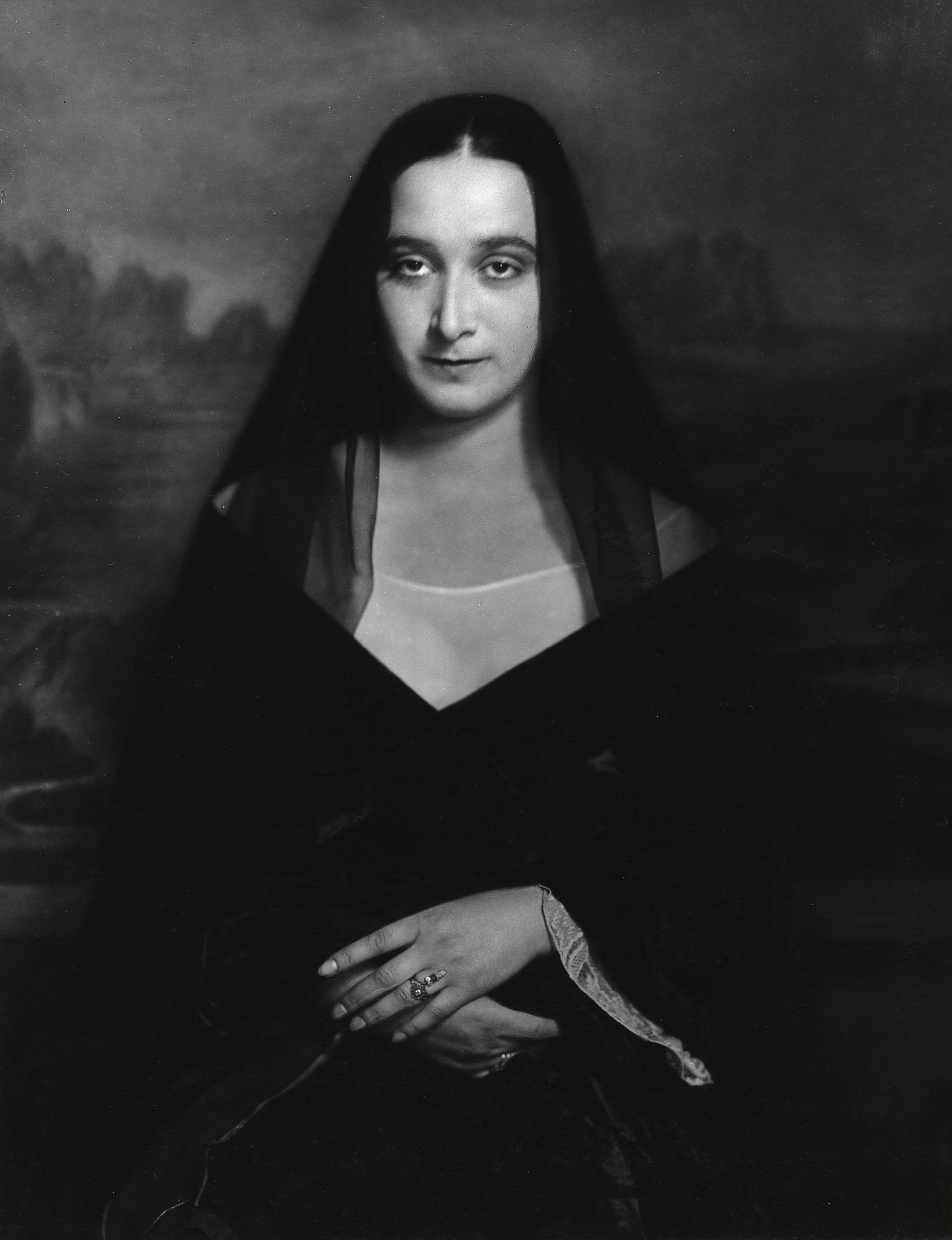
Barbara von Annenkoff

Barbara von Annenkoff (* 25. Februar 1898 in St. Petersburg, Russland; † 30. November 1978 in Baden-Baden) war eine russischstämmige, deutsche Schauspielerin bei Bühne, Film und Fernsehen.

## Leben und Wirken
Die aus altem russischen Adel stammende Barbara von Annenkoff war die Enkelin des Publizisten, Literatur- und Theaterkritiker Pawel Annenkow (1813–1887), der vor allem als Herausgeber der Werke Alexander Puschkins bekannt wurde und 1846 einen Briefwechsel mit Karl Marx führte. Infolge der Oktoberrevolution 1917 verließ sie wie viele belarussische Künstler die junge Sowjetunion Richtung Westen und ließ sich in Berlin nieder. 
Im Alter von 25 Jahren knüpfte sie Kontakte zur blühenden deutschen Filmindustrie und spielte Haupt- wie Nebenrollen in künstlerisch nicht allzu bedeutenden Streifen von eher zweitrangigen Regisseuren, darunter Wolfgang Neff, Adolf Edgar Licho, James Bauer und Erich Waschneck. In Hans Neumanns heftig umstrittener Modernisierung von William Shakespeares Ein Sommernachtstraum verkörperte Annenkoff 1925 die Helena. Mehrfach wurde die Künstlerin mit der eleganten Erscheinung als hochadelige Dame der Gesellschaft besetzt, so beispielsweise als Fürstin von Kantorowitz in Nunzio Malasommas Eine Minute vor Zwölf und als Fürstin Endoxia in Alexander Rasumnys Roman-Adaption Fürst oder Clown.
Ihren Einstand beim Tonfilm gab Barbara von Annenkoff erst recht spät, und dort konnte sie nie so recht Fuß fassen und musste sich überdies mit stetig kleiner werdenden Rollen begnügen. Zu ihrem alten Rollenfach der Grande Dame kehrte sie 1937 in Gerhard Lamprechts Flaubert-Verfilmung Madame Bovary und verkörperte dort die Marquise de Andervillier. Ihren Lebensabend verbrachte sie in Baden-Baden, wo schon seit Dostojewskis Zeiten die russische Adelselite in Deutschland ihre Zelte aufgeschlagen hatte. In der beschaulichen Bäder- und Casino-Stadt trat sie sporadisch auch auf der Theaterbühne auf und wirkte verschiedentlich in Hörspielen mit, etwa unter der Regie Gert Westphals in dem vom SWF hergestellten Zweig-Stück Ungeduld des Herzens (1961) sowie in den Roman-Adaptionen Die grünen Fensterläden (1964) und in Der Zug (1966) von Georges Simenon.

## Filmografie
- 1919: Die Hoffnung auf Segen
- 1924: Die Luftfahrt über den Ozean
- 1924: Der Sturz ins Glück
- 1924: Die Fahrt ins Verderben
- 1925: Ein Sommernachtstraum
- 1925: Sündenbabel
- 1925: Eine Minute vor Zwölf
- 1926: Mein Freund der Chauffeur
- 1926: Derby
- 1926: Bismarck 1862–1898
- 1927: Das Erwachen des Weibes
- 1927: Höhere Töchter
- 1927: Fürst oder Clown
- 1934: Petersburger Nächte. Walzer an der Newa
- 1935: Mazurka
- 1936: Der Kaiser von Kalifornien
- 1937: Madame Bovary
- 1941: Tanz mit dem Kaiser
- 1962: Das lange Weihnachtsmahl (Fernsehfilm)